# Jordânia nos Jogos Olímpicos de Verão de 1996
Jordânia participou dos Jogos Olímpicos de Verão de 1996, realizados em Atlanta, nos Estados Unidos. 
Foi a quinta aparição do país nos Jogos Olímpicos e esteve representado por cinco atletas, sendo três homens e duas mulheres, que competiram em três esportes.

## Competidores
Esta foi a participação por modalidade nesta edição:
| Esporte   | Masculino | Feminino | Total |
| --------- | --------- | -------- | ----- |
| Atletismo | 1         | 1        | 2     |
| Natação   | 1         | 1        | 2     |
| Tiro      | 1         | 0        | 1     |
| Total     | 3         | 2        | 5     |

## Desempenho

### Atletismo
Masculino
Eventos de campo
| Atleta          | Evento          | Eliminatórias | Eliminatórias | Final       | Final       | Ref.  |
| Atleta          | Evento          | Marca         | Pos.          | Marca       | Pos.        | Ref.  |
| --------------- | --------------- | ------------- | ------------- | ----------- | ----------- | ----- |
| Fakhredin Fouad | Salto em altura | 2.10          | 34º           | Não avançou | Não avançou | [ 3 ] |

Feminino
Eventos de campo
| Atleta     | Evento            | Eliminatórias | Eliminatórias | Final       | Final       | Ref.  |
| Atleta     | Evento            | Marca         | Pos.          | Marca       | Pos.        | Ref.  |
| ---------- | ----------------- | ------------- | ------------- | ----------- | ----------- | ----- |
| Nada Kawar | Arremesso de peso | 15.28         | 24º           | Não avançou | Não avançou | [ 4 ] |

### Natação
Masculino
| Atleta      | Evento      | Eliminatórias | Eliminatórias | Final       | Final       | Ref.  |
| Atleta      | Evento      | Tempo         | Pos.          | Tempo       | Pos.        | Ref.  |
| ----------- | ----------- | ------------- | ------------- | ----------- | ----------- | ----- |
| Omar Dallal | 400 m livre | 4:41.12       | 34º           | Não avançou | Não avançou | [ 5 ] |

Feminino
| Atleta      | Evento       | Eliminatórias | Eliminatórias | Final       | Final       | Ref.  |
| Atleta      | Evento       | Tempo         | Pos.          | Tempo       | Pos.        | Ref.  |
| ----------- | ------------ | ------------- | ------------- | ----------- | ----------- | ----- |
| Mira Ghniem | 200 m medley | 2:56.99       | 43º           | Não avançou | Não avançou | [ 6 ] |

### Tiro
Masculino
| Atleta           | Evento | Eliminatórias | Eliminatórias | Final       | Final       | Ref.  |
| Atleta           | Evento | Pontos        | Pos.          | Pontos      | Pos.        | Ref.  |
| ---------------- | ------ | ------------- | ------------- | ----------- | ----------- | ----- |
| Mohamed Al-Qasem | Skeet  | 112           | =49º          | Não avançou | Não avançou | [ 7 ] |

Legenda
| Recorde mundial      | Recorde mundial (World record)               |                       | Recorde africano                      | Recorde africano (African) |                                           | Q | Classificado por posição (Qualified) |
| Recorde olímpico     | Recorde olímpico (Olympic record)            | Recorde da América    | Recorde da América (Americas)         | q                          | Classificado por melhor tempo (Qualified) |   |                                      |
| Melhor marca do ano  | Melhor marca do ano (World leading)          | Recorde asiático      | Recorde asiático (Asian)              | DNS                        | Não largou (Did not start)                |   |                                      |
| Recorde nacional     | Recorde nacional (National record)           | Recorde europeu       | Recorde europeu (European)            | DNF                        | Não terminou (Did not finish)             |   |                                      |
| Recorde pessoal      | Recorde pessoal do atleta (Personal best)    | Recorde da Oceania    | Recorde da Oceania (Oceania)          | DSQ / DQ                   | Desclassificado (Disqualified)            |   |                                      |
| Recorde da temporada | Recorde da temporada do atleta (Season best) | Recorde sul-americano | Recorde sul-americano (South America) | NM                         | Sem marca (No mark)                       |   |                                      |